# Eddie Miles
Edward Miles jr., detto Eddie (North Little Rock, 5 luglio 1940), è un ex cestista e allenatore di pallacanestro statunitense, professionista nella NBA.

## Carriera
Venne selezionato dai Detroit Pistons al primo giro del Draft NBA 1963 (4ª scelta assoluta).

## Palmarès
- NCAA AP All-America Third Team (1963)
- NBA All-Star (1966)